# Flanders Boys Choir
Flanders Boys Choir of FBC is een knapenkoor uit Sint-Niklaas.

## Geschiedenis
Het koor werd in 1931 gesticht door E.H. Gerard Van Durme, leraar van het bisschoppelijk Klein-Seminarie onder de naam "In Dulci Jubilo", vernoemd naar het bekende kerstlied. Het koor rekruteert hoofdzakelijk knapen bij de leerlingen, die dan de liturgie verzorgden tijdens hoogdagen in de Kapel van de school. Van Durme zorgde ervoor dat de koorleden een goede scholing genoten, waardoor de bekendheid van het koor snel tot buiten Sint-Niklaas reikte. Tot ver in de jaren '90 verzorgde "In Dulci Jubilo" de liturgie, in opdracht van de school.
In 2016 veranderde het koor, ter ere van het 85-jarig jubileum, zijn naam: hierbij werd voor een Engelse naam gekozen. In 1993 nam Dieter Van Handenhoven de muzikale leiding over van Johan Van Bouwelen. Het repertoire is vooral barok: Bach, Händel en Vivaldi, maar ook moderne muziek komt aan bod zoals musicals en gospels.
FBC is ook winnaar van verschillende prijzen, waaronder Algemene Wase Figuur 2006 en cultuurprijs Sint-Niklaas 2018.